# 3 Rejon Wsparcia Teleinformatycznego Sił Powietrznych
3 Rejon Wsparcia Teleinformatycznego Sił Powietrznych (3 RWT SP) – oddział wojsk łączności, od początku istnienia podlegał Komendantowi Centrum Wsparcia Teleinformatycznego Sił Powietrznych. Jednostkę sformowano na podstawie:
- decyzji Nr PF-10/Org./SSG/ZOiU-P-1 Ministra Obrony Narodowej z dnia 5 lutego 2007;
- rozkazu Dowódcy Sił Powietrznych Nr Z-73 z dnia 5 kwietnia 2007;
- rozkazu Komendanta Centrum Wsparcia Teleinformatycznego Sił Powietrznych Nr Z-10 z dnia 18 kwietnia 2007.

Na podstawie decyzji Ministra Obrony Narodowej Nr 1/Org./ISI z dnia 31 sierpnia 2017 r. oraz decyzji Ministra Obrony Narodowej Nr 2/Org./ISI z dnia 27 września 2017 r. z dniem 31 grudnia 2017 roku z dniem 31 grudnia 2017 roku 3 RWT został rozformowany. Prawnym następcą zostało Regionalne Centrum Informatyki Kraków

## Historia
3 Rejon Wsparcia Teleinformatycznego Sił Powietrznych powstał na bazie:
- rozformowanego 3 Węzła Łączności we Wrocławiu;
- węzła łączności 8 Bazy Lotniczej w Krakowie-Balicach.

Insygnia
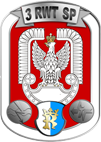
Logo 3 RWT SP
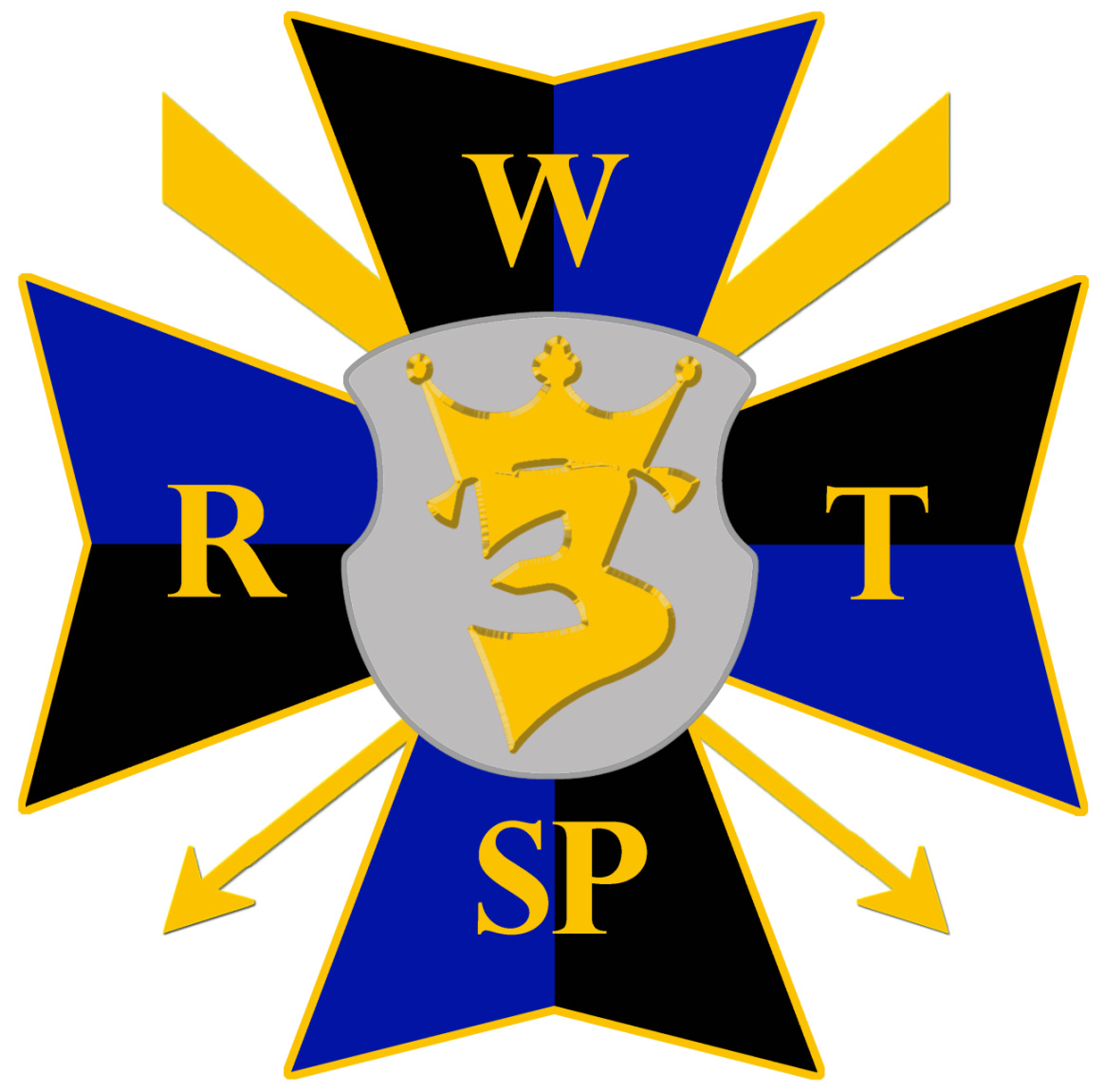
Odznaka pamiątkowa (2016)
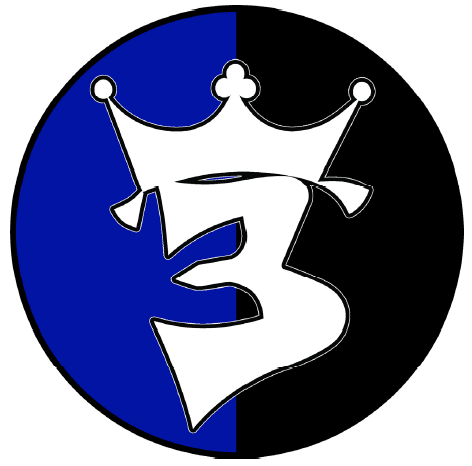
Oznaka rozpoznawcza na mundur wyjściowy (2016)
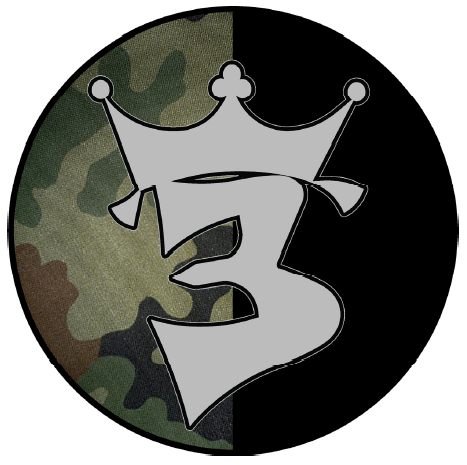
Oznaka rozpoznawcza na mundur polowy (2016)

## Zadania
Głównym zadaniem jednostki było zabezpieczenie działania systemów teleinformatycznych na potrzeby dowodzenia, alarmowania i ostrzegania oraz zabezpieczenie kryptograficzne jednostek wojskowych Sił Powietrznych stacjonujących w południowo-wschodnim rejonie kraju, w rejonie odpowiedzialności 32 Ośrodka Dowodzenia i Naprowadzania.

## Struktura
- dowództwo;
  - sekcja logistyki;
  - sekcja wspomagająca;
  - sekcja bezpieczeństwa systemów łączności i informatyki;
  - centrum zarządzania systemami łączności;
- Sektor Zabezpieczenia Teleinformatycznego – Kraków;
  - Węzeł Teleinformatyczny – Łask;
  - Stacja Obsługi Teleinformatycznej – Bytom;
- Samodzielny Sektor Zabezpieczenia Teleinformatycznego – Dęblin;
  - Węzeł Teleinformatyczny – Radom;
  - Stacja Obsługi Teleinformatycznej – Sandomierz;

## Dowódcy
- ppłk mgr inż. Marek Przewłoka (19.06.2007 – styczeń 2010)
- mjr mgr inż. Robert Świerczyński (p.o.) (styczeń 2010 – marzec 2010)
- ppłk mgr inż. Jarosław Nowak (marzec 2010 – wrzesień 2011)
- ppłk dr inż. Marcin Marek (wrzesień 2011 – 31 października 2014)
- ppłk mgr inż. Krzysztof Dudek (1 listopada 2014 – 31 grudnia 2017)